# Octavian Goga
Octavian Goga (1 de abril de 1881, Răşinari, Sibiu - 7 de mayo de 1938, Ciucea, Cluj) fue un poeta, académico y político rumano, primer ministro de Rumanía entre el 28 de diciembre de 1937 y el 11 de febrero de 1938. Se le consideró el mayor poeta rumano de su época.

## Fecha de nacimiento y formación intelectual
Octavian Goga nació en el 1 de abril de 1881 en el pueblo Răşinari, de la vertiente norte de los Cárpatos, hijo del sacerdote ortodoxo Iosif Goga y de su esposa Aurelia, profesora (y colaboradora en su juventud en "Telegraful român" y "Familia"). 

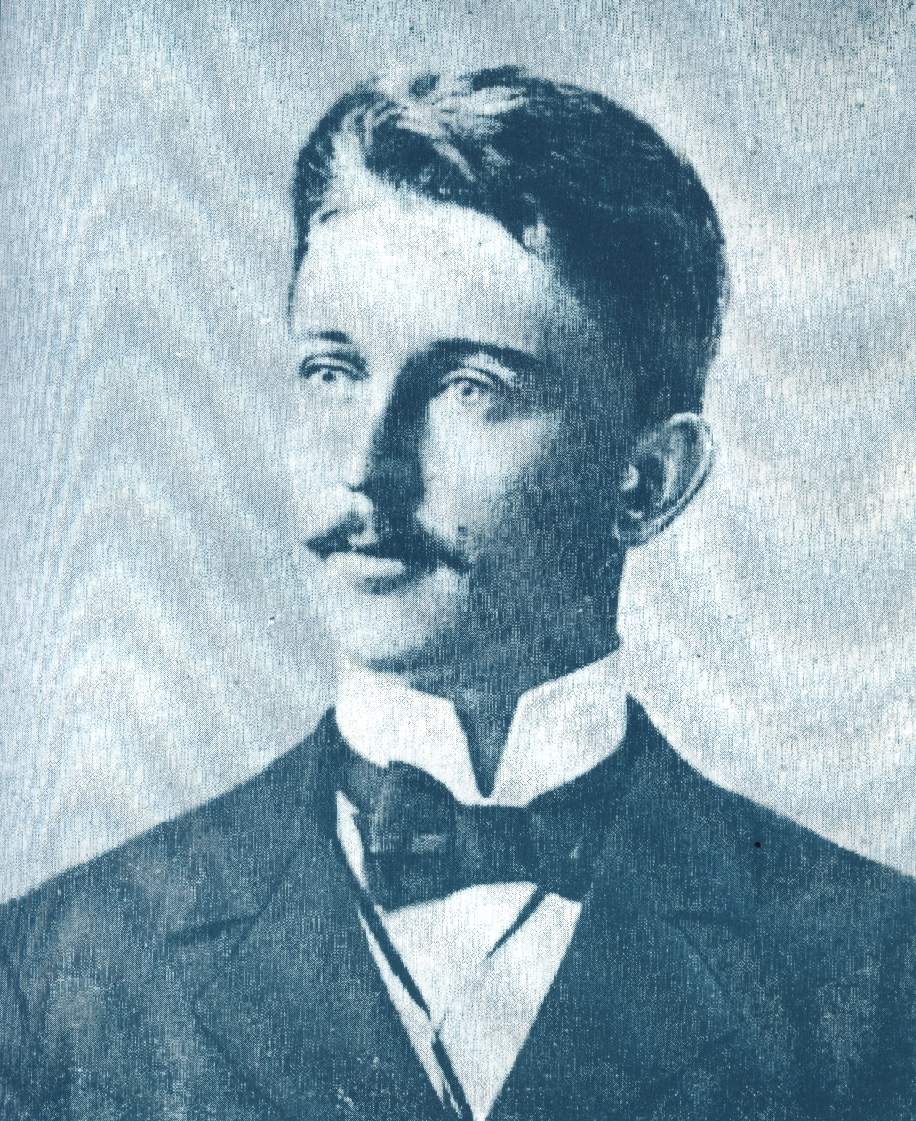
Goga en 1900.

Entre los años 1886 y 1890, Goga estudió en la escuela de su pueblo natal, teniendo como profesor a Moise Frăţilă, patriota intelectual, el prototipo posible de su poesía "Dascălul" ("El maestro"), así como su hermana Victoria, muerta antes del tiempo, sería el prototipo de "Dăscăliţa" ("La maestra"). En 1890 el poeta ingresó en el instituto de Sibiu (hoy "Gh.Lazăr"), a cuyos cursos asistió hasta 1899, cuando se trasladó al instituto rumano de Braşov. Después de aprobar los estudios secundarios, fue admitido en la Universidad de Budapest, en 1900, en la Facultad de Letras y Filosofía, continuando más tarde sus estudios en Berlín y finalizando los mismos en 1904. 
El 1 de julio de 1902 apareció en Budapest la revista "Luceafărul" ("El lucero", alusión al poema de Eminescu), publicación que abogaba por la cultura nacional y la unidad política de los rumanos de Transilvania, en la cual Goga publicó la mayoría de sus poesías. La fundación de la revista se debió a los estudiantes rumanos de Budapest, que participaban en la «Sociedad "Petru Maior"». Al.Ciura escribió un artículo comentando las poesías de Goga publicadas en el primer número de la revista, y él mismo afirmó más tarde en 1933 que el título de la revista, "Luceafărul", "estaba relacionado con el estado de ánimo y la conciencia literaria de esos tiempos". La mayoría de las creaciones de Goga incluidas en su volumen "Poezii" ("Poesías"), de 1905, aparecieron en "Luceafărul", en cuyas páginas el poeta se afirmó como un auténtico talento literario.

## El debut público
En diciembre de 1897 Octavian Goga era todavía alumno en el instituto húngaro de Sibiu. Antes de cumplir los diecisiete años intentó publicar sus primeras poesías, que envió al periódico "Tribuna" (de Sibiu) y a "Revista ilustrată" (de Bistriţa). Ambas publicaciones apreciaron sus esfuerzos. En el número de 12-24 de diciembre (nr.275, p.1098), "Tribuna" publicó su primera poesía, "Atunci şi acum" ("Entonces y ahora"), firmada "Tavi" (de "Octavian"), en la cual la versificación superó el valor de un debut. 
Recibiendo sus poesías, Ion Pop-Reteganul, de "Revista ilustrată" le respondió en el correo de la redacción : "Octavian, en S.(Sibiu). Tienes talento, joven amigo, cultívalo con diligencia, pues puedes llegar a ser grande. El día bueno se muestra desde la mañana. De ninguna manera debes ignorar tus deberes de estudiante". Después de estos ánimos, se publicó en mitad de página la poesía de Goga "Nu-i fericire pe pământ" ("No hay felicidad en la tierra"), (año I, nr. 5 - 6, 1898, p. 107).
Las siguientes poesías, que publicó en la revista "Familia", de Iosif Vulcan, (Oradea, año XXXIV, 1898, nr. 44, p. 13, noviembre), en "Tribuna" y en "Luceafărul" (nr. 11, 1 de diciembre de 1902, nr. 14 - 15, 1 de agosto de 1903), las firmó como "Octavian" y "Nic. Otavă". Sólo el 15 de septiembre de 1903 firmó, en "Luceafărul", su primera poesía ("Sfârşit de septembrie", "Fin de septiembre"), con el nombre de Octavian Goga. 
En 1904 apareció en "Luceafărul" (año III, nr. 4, 15 de febrero, p. 91 - 92) la conocida poesía "Oltul" ("El Olt"), y, en el nr.7, 10 de abril, p.151, la poesía "Dăscăliţa", firmadas Nic.Otavă. En 1905 aparecieron en "Luceafărul" las poesías : "Plugarii" ("Los labradores"), "Lăutarul", "Dascălul" ("El maestro"), "Rugăciune" ("Rezo") y "Clăcaşii" ("Los siervos"). Octavian Goga ya estaba integrado en la vida literaria rumana. Sobre las poesías publicadas en revistas escribieron con entusiasmo Ilarie Chendi, Sextil Puşcariu, Nicolae Iorga, Ion Gorun, Vasile Goldiş o Eugen Lovinescu. 

### El debut editorial
En 1905 apareció en Budapest el volumen "Poesías". Contenía 48 poesías, y en su cubierta llevaba escrito el año "1906". El volumen fue reeditado después por la editorial "Minerva", de Bucarest, en 1907, y en Sibiu, en 1910, siendo después introducido en todas las ediciones que siguieron. 
Después de éste debut editorial, un "verdadero evento literario", el poeta entró cada vez más en la conciencia de la opinión pública. Se escribió que el volumen de Goga "significa el comienzo de una nueva época para nuestra alma rumana", porque "nadie superó, entre nosotros, el vigor, la pureza y la música de la lengua, la riqueza de los colores, la originalidad de las ideas, la serenidad de los conceptos, el candor de las expresiones y el fondo nacional saludable, que se concentran en sus poesías". Las poesías de éste volumen fueron consideradas "creaciones geniales", y críticos valiosos "entienden el sentido social, nacional y estético, de ésta aparición en la historia de la lírica rumana" (I.D. Bălan). 
Después de las observaciones que le hizo en "Familia" (an. XXXV, nr. 44, 1 - 13 de noviembre de 1898, p. 523), con la ocasión de publicar la poesía "Aşa a fost să fie" ("Así tuvo que ser"), Iosif Vulcan declaró el debut editorial de Goga "un evento literario", y al poeta "un talento original, inspirado solamente por el alma del pueblo". La gloria literaria del joven poeta se consolidó por el entusiasmo con el cual los más importantes escritores de esa época comentaron el volumen "Poesías". 
Titu Maiorescu, por ejemplo, revisó su teoría estética de 1866 ("La política es un producto de la razón; la poesía es, y debe ser, un producto de la fantasía - de otra manera se queda sin material : una, por lo tanto, excluye a la otra"). En su concepto de la política, el mentor de "Junimea" incluía también al patriotismo "como elemento de la acción política", llegando a reconocer que "el patriotismo ha llegado a ser una de las fuentes de la lírica de Goga, y lo inspira de la más natural manera. La prueba para esto es el uso y la descripción de figuras comunes de la vida del pueblo, que ganan súbitamente - encima de su valor y propósito normal - un sentido, diríamos una iluminación y brillo extraordinarias, que no se puede explicar más que por la pasión de una lucha para defender el patrimonio nacional". Otras críticas favorables escribieron Sextil Puşcariu, I.L. Caragiale, G. Coşbuc, Al. Vlahuţă, E. Lovinescu, B. Delavrancea, George Panu. En el Ateneo rumano, Goga fue celebrado por los intelectuales de Bucarest, como un poeta del pueblo. A ambos lados de los Cárpatos, el poeta gozaba, con solo 25 años, de un enorme prestigio literario.
En 1907 ganó el prestigioso premio de poesía Năsturel-Herescu de la Academia Rumana, concedido cada década y que hasta entonces sólo se había otorgado a 2 poetas, entre ellos al "poeta nacional rumano", Mihail Eminescu.

## El político
Durante su época austrohúngara, antes del final de la Primera Guerra Mundial, Goga, transilvano partidario de la incorporación de su región a Rumanía, militó en el Partido Nacional Rumano (Partidul Naţional Român, PNR). Antes de la Primera Guerra Mundial, Octavian Goga estuvo detenido y encarcelado por las autoridades austrohúngaras. En repetidas ocasiones (hasta la unión de Transilvania con Rumania en 1918) tuvo que refugiarse en el Reino de Rumania, participando en los círculos literarios y políticos del país.
En 1914 huyó a Rumanía. El 23 de diciembre de 1914 abandonó el Partido Nacional en protesta por el alistamiento de Iuliu Maniu en el Ejército austrohúngaro.
Tras la guerra, fue nombrado ministro de Educación en el breve gabinete de Alexandru Vaida-Voevod.

### Años veinte
Poco más tarde, Goga se afilió al Partido Popular del general Averescu, que estuvo en dos ocasiones en el gobierno en la década de los veinte. Goga sirvió como viceministro y más tarde ministro de interior en los dos gobiernos de Averescu en 1920 y 1926.
En su primera etapa en los gobiernos de Averescu fue el responsable de disolver el directorio transilvano, encabezado por Maniu, que había gestionado la unión de Transilvania con el Reino de Rumanía y había abolido los aranceles entre ambos territorios. Durante su segundo periodo en el gobierno con Averescu limitó inconstitucionalmente la libertad de prensa.

### Años treinta: antisemitismo y nacionalismo
En 1932, animado por el rey Carol II, abandonó la formación de Averescu y fundó su propio partido, el Partido Nacional Agrario (Partidul Naţional Agrar), que defendía las ideas antisemitas que el poeta ya compartía en Austria-Hungría con personajes tan relevantes como el alcalde de Viena Karl Lueger. El partido se declaró monárquico, conservador, nacionalista y antisemita. Con el aumento de las demandas húngaras para revisar las fronteras transilvanas, Goga recuperó la identificación entre judíos y nacionalistas magiares que había asumido en su etapa austrohúngara, adoptando un antisemitismo extremista como defensa a lo que percibía como agresión magiar. Los judíos fueron calificados como "secreciones impuras" de Galitzia o "parásitos", invasores de Rumanía, a la vez que Goga defendía la "pureza racial", las "prerrogativas de la sangre" o las "verdades orgánicas de la raza".
En 1933, visitó Berlín y Roma. Ya en 1934 era considerado por Alfred Rosenberg como el caudillo natural de Rumanía en caso de lograrse la implantación de un gobierno antisemita. Desde esa fecha Goga se convirtió en el principal receptor de la organización de Rosenberg en Rumanía. Entre 1932 y 1935 Goga, temeroso de perder el control de su partido, rechazó las alianzas y la participación en diversos gabinetes que le fueron ofrecidas. Fue el único político rumano en obtener dos recepciones con Hitler y viajaba anualmente a Alemania a partir de 1933 para entrevistarse con sus padrinos nazis.
El 16 de junio de 1935 su partido se unió a la Liga de Defensa Cristiana Nacional de Alexandru C. Cuza, creándose el Partido Nacional Cristiano (PNC), formación de derecha furibundamente antisemita. El partido se convirtió en el principal competidor de la Guardia en la derecha rumana y el primer receptor de ayuda de la Alemania Nazi. Mientras Cuza era nombrado "jefe supremo" del partido, Goga se convirtió en su presidente y dirigente en la práctica.
Entre 1935 y 1937, el partido de Goga y Cuza rivalizó con el de Codreanu en brutalidad hacia los judíos, a la vez que mantinía enfrentamientos con esa organización, a menudo cruentos. Sostuvo contactos con otras organizaciones fascistas extranjeras, imitando sus despliegues de fuerza. En septiembre de 1936 su partido fue de los pocos que abogaba por un acuerdo con Alemania, que se basase en un reconocimiento por parte de esta de las fronteras rumanas. En noviembre del mismo año declaró que su partido y el nazi eran socios en la lucha contra el peligro judío y bolchevique que amenazan a Europa.
Hasta finales de 1937, con el sorprendente resultado electoral que forzó al rey a abandonar la renovación en el cargo de primer ministro de Gheorghe Tătărescu, el partido de Goga se mantuvo alejado del poder, receloso el monarca de sus apoyos alemanes y de su posible influencia en la política de la nación. Las elecciones, marcadas por enfrentamientos entre el PNC y la Guardia de Codreanu, supusieron el fracaso electoral de la nueva formación, que no logró extender sus apoyos más allá de sus zonas tradicionales del norte de Moldavia y Besarabia ni superar a su rival en el conjunto del país.
|  |  |

## Primer ministro

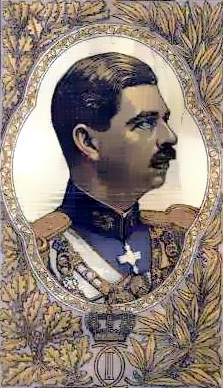
Carol II, que nombró primer ministro a Goga para combatir el auge de la formación fascista de la Guardia de Hierro.

### El extremista monárquico
Las elecciones de 1937 produjeron un sobresalto en la política rumana: era la primera vez que un gobierno caía en una votación popular. El partido del gobierno, el Liberal del primer ministro  Tătărescu, no alcanzó el 40% de votos, porcentaje necesario para mantener la mayoría absoluta parlamentaria, debido, sobre todo, a la alianza entre el Partido Nacional Campesino de Iuliu Maniu, la agrupación fascista de Corneliu Zelea Codreanu (que logró  el 15,6%) y los liberales disidentes al mando de Gheorghe Brătianu (20,4%). El acuerdo entre las formaciones, que se presentaron por separado, trataba de lograr la caída de Tătărescu e impedir que éste utilizase la intimidación contra la oposición.

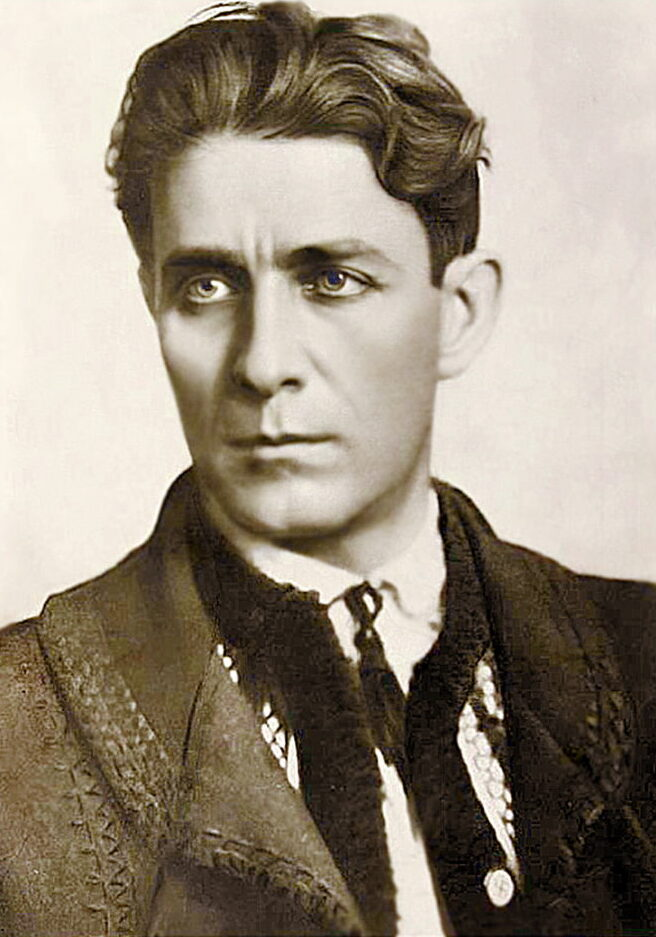
Codreanu, caudillo de la Guardia de Hierro, alcanzó un acuerdo electoral con Goga a espaldas del rey que le hizo perder el gobierno y precipitó la proclamación de la dictadura real.

Tras la renuncia de Tătărescu, el rey Carol llamó a Goga, que había cosechado un pobre resultado en las elecciones (menos 9,15% de votos, 39 escaños) pero que, al frente del Partido Nacional Cristiano, ofrecía a ojos del monarca la posibilidad de arrebatar los apoyos radicales al partido de Codreanu gracias a su discurso extremista. El monarca, que había permitido el crecimiento de la formación fascista, se encontraba desde comienzos de año en pésimas relaciones con la misma, al haber abandonado esta su anterior respeto por la figura del soberano en la política del país y haber acentuado sus ataques a su amante, de origen judío. La formación de Goga y Cuza se consideraba la versión conservadora y monárquica del partido de Codreanu. Carol, ultraconservador, eligió, ante la crisis desencadenada por los resultados electorales, enfrentarse a la Guardia apoyándose en un partido similar en vez de reunir a las fuerzas democráticas del país.
El nuevo gobierno tomó posesión el 27 de diciembre de 1937. Se trataba del primer gabinete favorable a Alemania que tenía Rumanía en un cuarto de siglo, desde finales de la Primera Guerra Mundial. Fue el último gobierno que sirvió bajo la Constitución rumana de 1923 antes de la proclamación de la dictadura real a comienzos de febrero de 1938. La formación del gobierno de Goga fue muy mal recibida entre los aliados tradicionales de Rumanía en Europa occidental (Francia y Gran Bretaña) y celebrada por las potencias fascistas.
El monarca limitó severamente el poder de Goga y Cuza en al gobierno, imponiendo ministros leales a su persona en carteras clave como Interior, Exteriores, Justicia o Defensa.

### Política del gobierno: antisemitismo y simpatías por Alemania

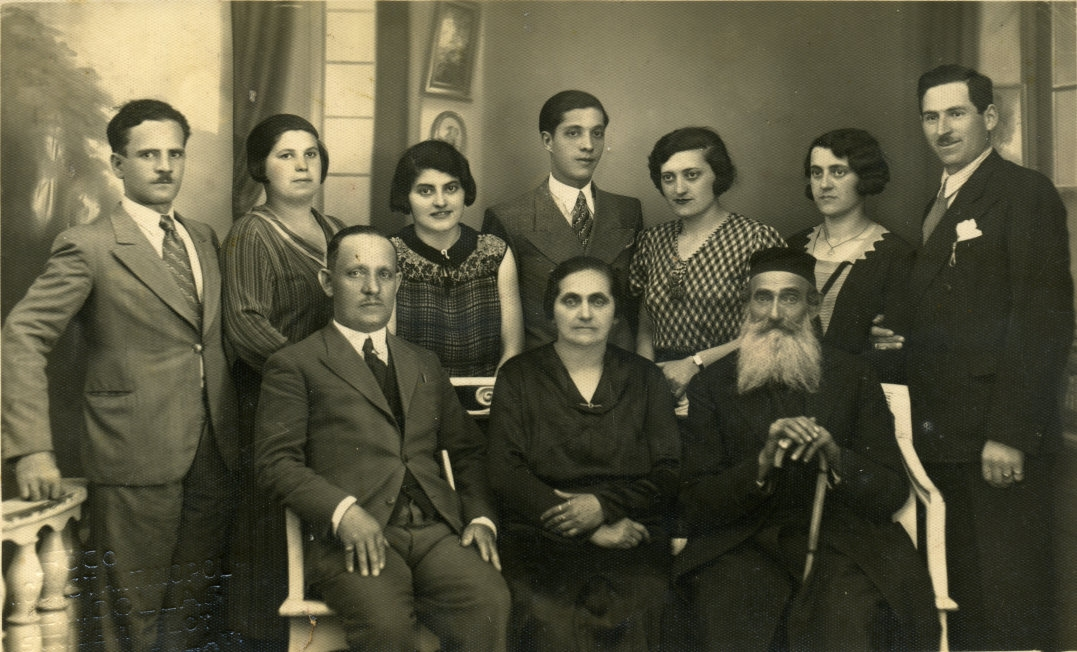
Familia judía rumana. El corto gobierno de Goga se caracterizó por su antisemitismo.

Durante su gobierno y buscando la ventaja táctica, el rey promovió el antisemitismo y Goga llevó a cabo diversas acciones contra los judíos: se les retiraron las licencias para la venta de alcohol y tabaco, se les prohibió ejercer la abogacía en Bucarest (1.540 abogados), se cerraron diversos diarios de dueños hebreos, se expulsó a todos los empleados públicos judíos, etc.
El Decreto sobre la Revisión de la Ciudadanía (22 de enero de 1938) les obligaba a presentar la documentación por la que habían obtenido la nacionalidad en 40 días, algo casi imposible dada la lentitud de la burocracia y que llevó a 225.222 judíos a perder la nacionalidad en septiembre de 1939. El decreto se promulgó para forzar a los judíos a emigrar del país, en un clima cada vez más adverso para los hebreos, a pesar de las protestas de los embajadores británico y francés y del boicot de las empresas extranjera y judías, que amenazaban la economía nacional. Aunque el gobierno de Goga cayó antes de llevarse a cabo la medida, esta siguió en vigor durante el periodo posterior de dictadura real.
El gobierno legisló por decreto ley, sin aprobación del parlamento.
La política internacional, sin embargo, quedó en manos del rey, que moderó las tendencias de Goga y Cuza a un acercamiento radical a Alemania. A pesar de la inclinación clara de las principales figuras del gobierno hacia las potencias fascistas existía en el gabinete una fracción favorable a las democracias occidentales que ocupaba los ministerios principales. Esta división en el propio gobierno y el deseo del rey de mantener una política de equilibrio entre los dos bandos forzaron a Goga a mantener una postura ambigua entre sus preferencias y las antiguas alianzas del país.
Goga expresó, sin embargo, su deseo de firmar un nuevo tratado comercial con Alemania y de estrechar relaciones, solicitando a la vez el reconocimiento alemán de las fronteras rumanas, petición que quedó sin contestación.
El gabinete pasajero puso en dificultades al país, tanto en el interior, donde sus medidas contra los judíos desencadenó un boicot de estos que desestabilizó la economía, como en el exterior, donde su intento de abrogar el tratado sobre minorías indispuso a los representantes de Francia y Gran Bretaña. La Unión Soviética, por su parte, sospechando el pronto alineamiento de Rumanía con Alemania, retiró a su embajador. Francia insinuó la posible rescisión de su alianza con Rumanía, que incluía una garantía territorial, si la legislación antisemita no era retirada. Gran Bretaña pospuso indefinidamente la visita del rey Carol a Gran Bretaña que estaba planeada para marzo de 1938 e indicó su deseo de que el gabinete de Goga fuese destituido de inmediato.

### Nuevas elecciones y relevo de Goga
El rey convocó nuevas elecciones, en un ambiente de enfrentamiento entre los partidarios de Codreanu y los de Cuza. El mismo día de comienzo de campaña, el 6 de febrero, la violencia fue tal que Goga decidió pactar con Codreanu y alcanzó un acuerdo con este para poner fin a los disturbios entre las formaciones extremistas el 8 de febrero de 1938 sin el conocimiento del rey, por el que Codreanu se presentaría a las elecciones pero no haría campaña. El acuerdo entre ultranacionalistas, patrocinado por los alemanes, que apoyaban a Goga, y por su ministro de Defensa Ion Antonescu, fue visto por el rey como perjudicial para su poder de control sobre la política del país y el 10 de febrero de 1938 despidió a Goga. Las dificultades internacionales creadas por la política antijudía del gobierno también influyeron en la decisión real, que no fue lamentada por los alemanes, preocupados por su abastecimiento de materias primas rumanas, estorbado por el caos creado por las medidas de Goga.
Al día siguiente abolió la constitución de 1923, el 15 abolió los partidos políticos y el 20 de febrero proclamó la dictadura real con un gobierno títere encabezado por el patriarca ortodoxo Miron Cristea proclamando una nueva constitución.
Tras su salida del gobierno Goga presenció de manera privilegiada y por intercesión de Hitler la anexión alemana e Austria en marzo. EL PNC se disolvió inmediatamente por las desavenencias entre Goga y Cuza que habían surgido durante el periodo de gobierno.
Un número significativo de miembros del partido de Goga colaboraron con los gobiernos de la dictadura real y más tarde con la dictadura militar de Ion Antonescu, pasada la colaboración de este con los Legionarios.
Goga, que esperaba poder volver a influir en la política rumana si el rey se veía obligado a implantar un régimen parlamentario, murió el 7 de mayo de 1938, aún durante el periodo de dictadura de Carol.